# Ла-Игера (Чили)

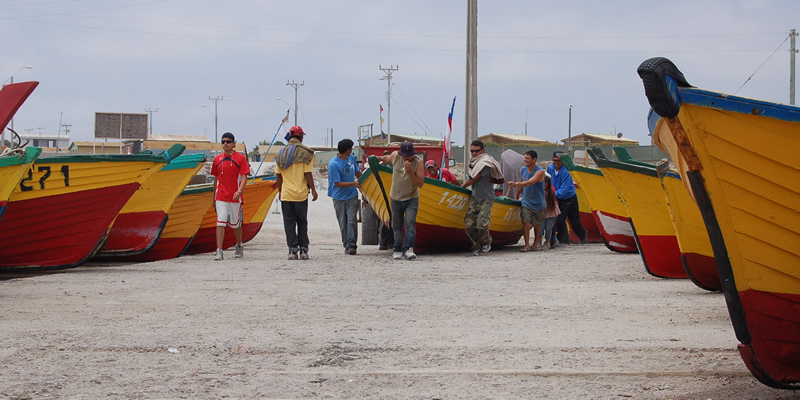

Ла-Игера  (исп. La Higuera) — посёлок в Чили. Административный центр одноименной коммуны. Население посёлка — 1080 человек (2002). Посёлок и коммуна входят в состав провинции Эльки и области Кокимбо.
Территория — 4158,2 км². Численность населения — 4 241 жителя (2017). Плотность населения — 1,02 чел./км².

## Расположение
Посёлок расположен в 44 км на север от адм.центра области города Ла-Серена.
Коммуна граничит:
- на севере — коммуна Вальенар, Фрейрина
- на востоке — провинции Викунья, Альто-дель-Кармен
- на юге — коммуна Ла-Серена
- на западе — Тихий океан

## Демография
Согласно сведениям, собранным в ходе переписи 2017 г. Национальным институтом статистики (INE), население коммуны составляет:
| Полное население                          | Полное население                          | Полное население                          | Полное население                          | Полное население                          | 4 241 |
| ----------------------------------------- | ----------------------------------------- | ----------------------------------------- | ----------------------------------------- | ----------------------------------------- | ----- |
| в том числе:                              | Городское население                       | 1 293                                     | Процент городского населения, %           | 30,49                                     |       |
|                                           | Сельское население                        | 2 948                                     | Процент сельского населения, %            | 69,51                                     |       |
|                                           | Мужское население                         | 2 236                                     | Процент мужского населения, %             | 52,72                                     |       |
|                                           | Женское население                         | 2 005                                     | Процент женского населения, %             | 47,28                                     |       |
| Плотность населения, чел/км²              | Плотность населения, чел/км²              | Плотность населения, чел/км²              | Плотность населения, чел/км²              | Плотность населения, чел/км²              | 1,02  |
| Население коммуны в % к населению области | Население коммуны в % к населению области | Население коммуны в % к населению области | Население коммуны в % к населению области | Население коммуны в % к населению области | 0,56  |

| Динамика изменения населения коммуны | Динамика изменения населения коммуны | Динамика изменения населения коммуны | Динамика изменения населения коммуны |
| ------------------------------------ | ------------------------------------ | ------------------------------------ | ------------------------------------ |
| 1992                                 | 2002                                 | 2012                                 | 2017                                 |
| 3498                                 | 3721▲                                | 4331▲                                | 4241▼                                |

## Важнейшие населенные пункты[4]
| № | Населённый пункт | Населённый пункт (исп.) | Категория | Население чел. (2002) | На карте                        |
| - | ---------------- | ----------------------- | --------- | --------------------- | ------------------------------- |
| 1 | Ла-Игера         | La Higuera              | город     | 1080                  | 29°30′42″ ю. ш. 71°12′05″ з. д. |
| 2 | Калета-Орнос     | Caleta Hornos           | поселок   | 585                   | 29°37′18″ ю. ш. 71°17′05″ з. д. |
| 3 | Эль-Трапиче      | El Trapiche             | поселок   | 327                   | 29°22′25″ ю. ш. 71°06′58″ з. д. |
| 4 | Пунта-де-Чорос   | Punta de Choros         | поселок   | 325                   | 29°14′49″ ю. ш. 71°27′42″ з. д. |
| 5 | Чунгунго         | Chungungo               | поселок   | 265                   | 29°26′51″ ю. ш. 71°17′56″ з. д. |
| 6 | Пунта-Колорада   | Punta Colorada          | поселок   | 249                   | 29°21′16″ ю. ш. 71°01′00″ з. д. |